# Stethynium engelsi
Stethynium engelsi är en stekelart som beskrevs av Girault 1938. Stethynium engelsi ingår i släktet Stethynium och familjen dvärgsteklar. Inga underarter finns listade i Catalogue of Life.